# Fuerza de Tareas 3
La Fuerza de Tareas 3 (FT 3 o FUERTAR 3), también llamada Agrupación «Buenos Aires», fue una unidad de la Armada Argentina creada durante la autodenominada «lucha contra la subversión» en la década de 1970.

## Historia

### Hechos
En Buenos Aires, fue creada la Fuerza de Tareas 3, con base en el edificio de la Escuela de Mecánica de la Armada.

## Organización
Según el Plan de Capacidades de la Armada de 1975 (PLACINTARA/75), la Fuerza de Tareas 3 debía formarse con:
- el Batallón de Seguridad de la Sede del Comando General de la Armada (BISA);
- la Escuela de Mecánica de la Armada (ESMA);
- la Base Aeronaval Ezeiza (BAEZ);
- el Arsenal de Artillería de Marina Zárate (ARZA);
- el Apostadero Naval Buenos Aires (ADBA);
- el Apostadero Naval San Fernando (ADSF);
- la Escuela Nacional de Náutica (ESNN);
- el Arsenal Naval Azopardo (ARZA);
- y el resto de unidades de la Armada con asiento en Capital Federal y Gran Buenos Aires.

La Fuerza de Tareas 3 estaba organizada en al menos doce grupos de tareas. Las investigaciones del Ministerio de Defensa han identificado a:
- el Grupo de Tareas 3.3, constituido por la ESMA, y subdividido en las Unidades de Tareas 3.3.1 y 3.3.2. Dependiente del Servicio de Inteligencia Naval;[2]
- el Grupo de Tareas 3.4, conformado por la Jefatura Militar y el BISA;
- el Grupo de Tareas 3.7, compuesto por el ARZA hasta 1976;
- el Grupo de Tareas 3.8;
- el Grupo de Tareas 3.9, constituido por la Secretaría General Naval;
- el Grupo de Tareas 3.10, formado por el Servicio de Comunicaciones Navales;
- y el Grupo de Tareas 3.12, integrado por el ARZA a partir de 1976.

El comandante de la FT 3 era el jefe de Operaciones del Estado Mayor General de la Armada.

## Funcionamiento
El Plan de Capacidades de la Armada de 1975 asignó numerosas funciones a la FT 3, como la administración de personal detenido; el adoctrinamiento del personal propio; el empleo de la propaganda y el rumor; contrainteligencia; y la protección de objetivos de interés.
El plan disponía también que la Jefatura de Inteligencia del Estado Mayor General de la Armada debía apoyar a la Fuerza de Tareas 3. Por su parte, la FT 3 tenía asignados dos zonas donde debía colectar información para formular informes cuatrimestrales para el Comando de Operaciones Navales: Zárate (con interés secundario en Campana) y Gran Buenos Aires.